# Вульф, Гэри
Гэ́ри К. Вульф (англ. Gary K. Wolf; 24 января 1941 года, Эрлвилл, Иллинойс, США) — американский писатель-юморист, создатель вымышленной вселенной кролика Роджера, в которой мультяшки и люди сосуществуют друг рядом с другом. Впервые кролик Роджер появился в вышедшей в 1981 году книге Вульфа «Who Censored Roger Rabbit?» (ISBN 0-345-30325-3). История продолжилась в книге «Who P-P-P-Plugged Roger Rabbit?» (ISBN 0-679-40094-X). 

## Биография
Вульф окончил Иллинойсский университет в Урбане-Шампейне со степенью магистра по рекламе и является членом братства «Альфа-чи-ро».
Он также является автором книг «Шар-убийца» (англ. Killerbowl), «Поколение удалённых» (англ. A Generation Removed) и «Воскрешатель» (англ. The Resurrectionist).
Вульф и его друг детства Джон Дж. Майерс, католический архиепископ Ньюарка, в соавторстве написали, в порядке эксперимента, роман под названием «Космический стервятник» (англ. Space Vulture), выпущенный в серии книг «TOR». Вульф и его соавтор Джиан Баптист (англ. Jehane Baptiste) написали историю под названием «Нетрудные ребята в открытом космосе» (англ. The UnHardy Boys in Outer Space), вошедшую в ежегодную антологию юмористической фантастики «Амитивильский дом блинов» [том 3] (англ. Amityville House of Pancakes Vol 3, ISBN 1-894953-35-5).